# TT61
TT61 (Theban Tomb 61) è la sigla che identifica una delle Tombe dei Nobili ubicate nell’area della cosiddetta Necropoli Tebana, sulla sponda occidentale del Nilo dinanzi alla città di Luxor, in Egitto. Destinata a sepolture di nobili e funzionari connessi alle case regnanti, specie del Nuovo Regno, l'area venne sfruttata, come necropoli, fin dall'Antico Regno e, successivamente, sino al periodo Saitico (con la XXVI dinastia) e Tolemaico.

## Titolare
TT61 Era la tomba di:
| Titolare | Titolo                          | Necropoli           | Dinastia/Periodo              | Note                                                                                |
| -------- | ------------------------------- | ------------------- | ----------------------------- | ----------------------------------------------------------------------------------- |
| User     | Governatore della Città e Visir | Sheikh Abd el-Qurna | XVIII dinastia (Thutmosi III) | versante est della collina, poco più in alto e a nord della TT83, a nord della TT60 |

## Biografia
Genitori di User furono Aamtju Ahmose, Visir a sua volta e titolare della tomba TT83, e Tahamethu; Thuyu fu sua moglie e Ahmosi una delle figlie (nei dipinti parietali sono rappresentati più figli, ma solo di costei si indica il nominativo).

## La tomba
Il titolare di TT61 risulta titolare anche di un'altra tomba, la TT131 ove, però, risulta con il nome di Useramon, detto User. Al contrario di altre tombe dello stesso periodo (XVIII dinastia), a forma di "T" rovesciata, la TT61 si sviluppa, subito dopo l'ingresso, in un lungo corridoio che termina in una camera rettangolare con nicchia sul fondo. 
Sulle pareti del corridoio una lunga processione funeraria con il trasporto delle suppellettili e l'elenco delle offerte; sul soffitto, testi di offertorio e titolature del defunto. Nella camera di fondo, il defunto e la moglie seduti mentre la figlia Ahmosi offre cibo, altre quattro figlie recano oli e alcuni figli recano unguenti; in altra scena, il defunto e la moglie ricevono vesti da due fanciulle mentre alcune donne recano unguenti e giare. Il defunto e la moglie in offertorio al dio Anubi, rappresentato come sciacallo, e alla Dea dell'Occidente (Hathor).

### Annotazioni
1. ↑  La prima numerazione delle tombe, dalla numero 1 alla 253, risale al 1913 con l’edizione del "Topographical Catalogue of the Private Tombs of Thebes" di Alan Gardiner e Arthur Weigall. Le tombe erano numerate in ordine di scoperta e non geografico; ugualmente in ordine cronologico di scoperta sono le tombe dalla 253 in poi.
2. ↑  I campi della Duat, ovvero l'aldilà egizio, si trovavano, secondo le credenze, proprio sulla riva occidentale del grande fiume.
3. ↑  Nella sua epoca di utilizzo, l'area era nota come "Quella di fronte al suo Signore" (con riferimento alla riva orientale, dove si trovavano le strutture dei Palazzi di residenza dei re e i templi dei principali dei) o, più semplicemente, "Occidente di Tebe".
4. ↑  le Tombe dei Nobili, benché raggruppate in un'unica area, sono di fatto distribuite su più necropoli distinte.
5. ↑  Le note, sovente di inquadramento topografico della tomba, sono tratte dal "Topographical Catalogue" di Gardiner e Weigall, ed. 1913 e fanno perciò riferimento alla situazione dell'epoca.

### Fonti
1. ↑  Gardiner e Weigall 1913.
2. ↑  Donadoni 1999,  p. 115.
3. ↑  Gardiner e Weigall 1913, pp. 22-23.
4. ↑  Porter e Moss 1927,  p. 123.
5. ↑  Porter e Moss 1927,  planimetria a p. 124.
6. ↑  Porter e Moss 1927,  pp. 123-125.